# Caméra Arriflex Arricam
L'Arricam est une caméra 35 mm développée par la firme Arri en 2000. Sa conception est issue de la caméra Moviecam, dont la firme autrichienne a été rachetée par Arri. C'est une caméra destinée à être utilisée dans un grand nombre de situations pour la prise de vues en son synchrone. Elle bénéficie du système de balancier de la Moviecam pour isoler phoniquement le mécanisme d'entraînement.
La caméra est déclinée en deux versions : un modèle studio ST silencieux (niveau de bruit inférieur à 20dB SPL) et un modèle Lightweight LT, moins lourd mais en contrepartie moins silencieux (bruit supérieur de 4 dB).

## Obturateur et entraînement
L'obturateur est un miroir reflex monopale asservi électroniquement. L'angle d'obturation est variable en cours de prise de vue de 180° à 11,2° avec un boitier de contrôle externe.
Tout le mécanisme d'entrainement est monté sur silent blocs. L'entrainement intermittent est exécuté par deux griffes, synchronisées avec deux contre-griffes pour maintenir une parfaite fixité. Le bloc est mobile et se sépare du couloir pour faciliter le chargement.

## Électronique
L'Arricam bénéficie de tout le savoir-faire d'Arri en matière d'électronique. La monture optique est équipée de contacts LDS en standard. Ces contacts permettent une communication entre le corps caméra et l'objectif (quand celui-ci possède aussi un système LDS) assurant un contrôle sur la valeur de diaph et la profondeur de champ.